# Chungnyeol av Goryeo
Chungnyeol av Goryeo, född 1236, död 1308, var en koreansk monark. Han var kung av Korea mellan 1274 och 1308. 